# Totem (film)
Pour les articles homonymes, voir Totem.
Pour plus de détails, voir Fiche technique et Distribution.
Totem est un film américain réalisé par Marcel Sarmiento (en), sorti en 2017.

## Synopsis
Une adolescente doit utiliser un totem pour essayer de contrôler une présence surnaturelle qui menace sa famille.

## Fiche technique
- Titre : Totem
- Réalisation : Marcel Sarmiento (en)
- Scénario : Evan Dickson et Marcel Sarmiento (en)
- Musique : Joseph Bauer
- Photographie : Harry Lipnick
- Montage : Phillip Blackford
- Production : William Day Frank, Greg Gilreath, Adam Hendricks et John H. Lang
- Société de production : Blumhouse Productions, Divide/Conquer et Gunpowder & Sky
- Pays :  États-Unis
- Genre : Horreur, thriller
- Durée : 89 minutes
- Dates de sortie : 
  -  États-Unis : 31 octobre 2017

## Distribution
- Kerris Dorsey : Kellie
- Ahna O'Reilly : Robin
- James Tupper : James
- Lia McHugh : Abby
- Braeden Lemasters : Todd
- Lawrence Pressman : Bernard
- Jocelyn Ayanna : Joan Lang
- Allison Caetano : Lexy